# Tun „Krupp” de 75 mm, model 1904
Tunul „Krupp” de 75 mm, model 1904 a fost un tun de câmp cu tragere rapidă, de fabricație germană. A reprezentat o variantă constructivă a modelului 7.7 cm FK 96 n.A. singura diferență fiind reprezentată de calibrul țevii (75 în loc de 77 mm). :p. 45
Tunul s-a aflat în înzestrarea regimentelor de artilerie de câmp din Armata României, fiind piesa de bază în artileria de câmp română în Primul Război Mondial. La începutul campaniei din anul 1916 erau în evidență un număr de 636 de bucăți. :p. 56

## Principii constructive
Tunul era destinat în principal pentru distrugerea forței vii a inamicului pe câmpul de luptă. Țeava era ghintuită, fiind construită din oțel forjat. Mecanismul de închidere era prevăzut cu închizător de tip „pană”.  Proiectilele erau explozive sau încărcate cu șrapnele. Tunul era montat pe un afet mobil cu două roți cu spițe din lemn, pentru transport montându-se un antetren cu roți identice. :pp. 45-46